# Rudy Dhaenens
Rudy Dhaenens (Deinze, 10 aprile 1961 – Aalst, 6 aprile 1998) è stato un ciclista su strada e pistard belga, campione del mondo su strada nel 1990 ad Utsunomiya.

## Carriera
Atleta con buone doti di passista, riuscì a dare il meglio di sé nelle classiche sul pavé giungendo secondo nella Parigi-Roubaix del 1986 e terzo in quella del 1987; si piazzò inoltre secondo al Giro delle Fiandre del 1990 (battuto in volata da Moreno Argentin dopo una lunga fuga a due) e terzo alla Gand-Wevelgem del 1985. Vinse anche una tappa al Tour de France 1986 ma il suo successo più prestigioso lo colse al campionato del mondo di Utsunomiya nel 1990 quando precedette il compagno di squadra Dirk De Wolf e riuscì a beffare il grande favorito Gianni Bugno che si classificò terzo staccato di pochi secondi. Al termine della stessa stagione, grazie a una costanza di rendimento nelle gare di un giorno della speciale classifica, si piazzò secondo nella graduatoria della Coppa del mondo, alle spalle dello stesso Bugno e davanti al compagno di squadra della PDM e campione uscente Sean Kelly. 
La sua carriera ciclistica si concluse nel 1992.
La sera del 6 aprile 1998 morì ad Aalst, qualche giorno prima del suo 37-esimo compleanno, per i postumi di un incidente stradale avvenuto il giorno prima mentre si apprestava a commentare in televisione il Giro delle Fiandre. In suo onore viene corso ogni anno in Belgio il GP Rudy Dhaenens.

## Palmarès
- 1985 (Hitachi-Splendor, due vittorie)

Druivenkoers
Omloop Mandel-Leie-Schelde
- 1986 (Hitachi-Splendor, tre vittorie)

Omloop Mandel-Leie-Schelde
1ª tappa Tour de Luxembourg
11ª tappa Tour de France
- 1990 (PDM-Concorde, tre vittorie)

3ª tappa Vuelta a Asturias
Campionati del mondo, Prova in linea

## Piazzamenti

### Grandi giri
- Giro d'Italia

1988: ritirato
- Tour de France

1983: fuori tempo massimo
1984: ritirato
1985: 101º
1986: 122º
1987: ritirato
1988: 87º
1989: ritirato
1990: 43º
1991: fuori tempo massimo

### Classiche monumento
- Milano-Sanremo

1983: 99º
1984: 48º
1985: 34º
1986: 74º
1988: 23º
1989: 7º
- Giro delle Fiandre

1984: 16º
1986: 13º
1987: 48º
1988: 8º
1989: 77º
1990: 2º
1992: 13º
- Parigi-Roubaix

1984: 12º
1985: 5º
1986: 2º
1987: 3º
1989: 19º
1990: 9º
1991: 19º
1992: 33º
- Liegi-Bastogne-Liegi

1983: 76º
1985: 47º
1988: 54º
1989: 36º
1990: 4º

### Competizioni mondiali
Barcellona 1984 - In linea: ritirato
Giavera di Montello 1985 - In linea: ritirato
Colorado Springs 1986 - In linea: 63º
Utsunomiya 1990 - In linea: vincitore
Stoccarda 1991 - In linea: 14º

## Riconoscimenti
- Sportivo belga dell'anno nel 1990